# Batagur baska
La terrapin di fiume settentrionale (Batagur baska Gray, 1831) è una rarissima specie di tartaruga della famiglia dei Geoemididi.

## Tassonomia
Ne vengono riconosciute due sottospecie:
- B. b. baska Gray, 1831.
- B. b. ranongensis Nutaphand, 1979.

## Descrizione
Il carapace può raggiungere notevoli dimensioni, fino ad un massimo noto di 590 mm. Carapace degli adulti massiccio e pesante, verde-oliva, grigio o marrone, liscio e appiattito sui margini. Negli immaturi, invece, il margine è dentellato, spinoso; piastrone giallo pallido. Capo nelle femmine grigio-oliva, con un anello scuro che circonda l'apice del muso e una macchia giallo-crema che si estende sulla mascella e sulla mandibola; nei maschi nella stagione riproduttiva il capo è quasi uniformemente nero-bluastro, rosso-arancio sul dorso del collo e sugli arti, e iride giallastra. Arti anteriori caratterizzati dalla presenza di 4 unghie (anziché 5).

## Distribuzione e habitat
Questa specie è distribuita in Asia meridionale. Le segnalazioni riguardano principalmente ampie zone estuarine del Gange e del Brahmaputra in Bangladesh e India (stati di Orissa e Bengala Occidentale). Più a est, in Myanmar (= Birmania), si rinviene negli estuari dei fiumi Irrawaddy e Bago, ma probabilmente anche in quelli di Thanlwin (Salween) e Sittaung. L'habitat è rappresentato dalle acque salmastre delle zone estuarine. A volte sono stati rinvenuti esemplari in mare, nei pressi degli sbocchi fluviali.

## Biologia
Le femmine depongono un totale di 50-60 uova tra febbraio e marzo, scavando uno o più nidi nei banchi di sabbia situati nei pressi della foce fluviale o in siti più a monte. La dieta è composta prevalentemente da piante e frutta.

## Conservazione
B. baska è oramai una specie rara. Le cause del declino sono attribuite al prelievo diretto a scopo alimentare (individui adulti e uova), all'alterazione e alla perdita dell'habitat e alle catture accidentali.